# Sacha Arcanjo
Gilson Pereira da Silva, nascido em São Gabriel no dia 07 de Novembro de 1949, é cantor, compositor e poeta brasileiro. Iniciou sua carreira musical em 1971, com a formação da dupla Tomé e Simão, que posteriormente passa a chamar-se Sacha e Raberuan. Em 1984, assume carreira solo. É entusiasta e colaborador da Cantoria de São Gabriel na Bahia. Foi um dos fundadores do MPA (Movimento Popular de Arte), um coletivo de arte criado no final da década de 70, em São Miguel Paulista, São Paulo, com a finalidade de apoiar a arte ali criada e revitalizar a cultura popular fora dos padrões estéticos promovidos pela indústria cultural vigente.

## Biografia
Sacha Arcanjo nasceu em São Gabriel, na Bahia. Aos 18 anos mudou-se para São Miguel Paulista, Zona Leste de São Paulo. O ano era 1968, ano do Maio Libertário em Paris, da Primavera de Praga, do assassinato de Martin Luther King, do AI5, enfim, "o ano que não terminou", segundo Ventura. Três anos depois, trabalhando na Bardella (Guarulhos), conhece Tião, amigo que logo se tornaria um irmão, e formam a dupla Tomé & Simão. O primeiro show acontece naquele mesmo ano, numa festa da empresa. Em 1977 passam a se chamar Sacha & Raberuan e o batizam o novo nome com o show Canto da Terra, no SESC do Carmo.
Um ano depois, os antropólogos Antonio Arantes e Tadeu Giglio, mapeando sítios históricos na região, conhecem Sacha, outros artistas e diversas lideranças locais. O grupo reunido passa a debater soluções para a Capela Histórica, na Praça Pe. Aleixo Monteiro Mafra, Centro de São Miguel. O imóvel (também conhecido como Capela dos Índios), mesmo tombado pelo Patrimônio Histórico, estava abandonado pelo poder público e a Igreja.
Sacha é uma das lideranças que decidem ocupá-la em dezembro de 1978, com a 1ª Mostra de Artes, um grande encontro de cultura e arte no local.
Após o evento, porém, a Igreja retoma a posse da capela e o grupo recria a  mesma série, agora rebatizada Praça Popular de Arte, e com ela ocupa os espaços públicos do entorno. Essa movimentação resulta na criação do Movimento Popular de Arte (MPA). Sacha  Arcanjo, Raberuan e outras lideranças encabeçam o grupo.
Em 1982, a dupla lança um trabalho em fita cassette com músicas gravadas no Estúdio Sonima, entretanto, dois anos depois partem para as respectivas carreiras-solo. Sacha Arcanjo apresenta o novo show, Projeção, no Centro Cultural São Paulo e participa do programa A Fábrica do Som, de Tadeu Jungle, na TV Cultura. Em 1985, torna-se um dos coordenadores do projeto "MPA Circo Picadeiro Cultural", que fica instalado por nove meses no centro de São Miguel. Ainda neste ano, grava duas canções, Leve, dele mesmo; e Cavaleiro Peri, dele e Raberuan, na coletânea musical do MPA, pelo Estúdio Eldorado.
Em 1991, torna-se uma das lideranças do Movimento Retomada, na luta pelo Centro Cultural de São Miguel, ideia defendida desde as primeiras manifestações do MPA e que nunca foi concretizada. Em 1992, participa da II Cantoria de São Gabriel, sua terra natal. No ano seguinte lança uma nova  fita cassette, gravada no Estúdio Sicam, com o show feito no Espaço Cultural Raul Seixas, do Sindicato dos Bancários, em Salvador. Por 17 anos (1998-2015), Sacha cordenou a Oficina Cultural Luiz Gonzaga, da Secretaria da Cultura do Estado de São Paulo, com projetos culturais, artísticos, sustentáveis e pedagógicos.
Em 1999, participa do CD Tempos dos Homens Sem Tempo, de Almir Bispo, interpretando duas canções deste autor, Miragem e Solo do Pensamento. Em 2009 gradua-se em Letras pela Universidade Cruzeiro do Sul. Neste mesmo ano, grava com Raberuan a canção O Lavrador, na coletânea Balaio de Gente (Irecê). Em 2013, convidado pelo cantador André Marques, grava com este a música Abraço de Bem Amar no disco Parceiros e Amigos.

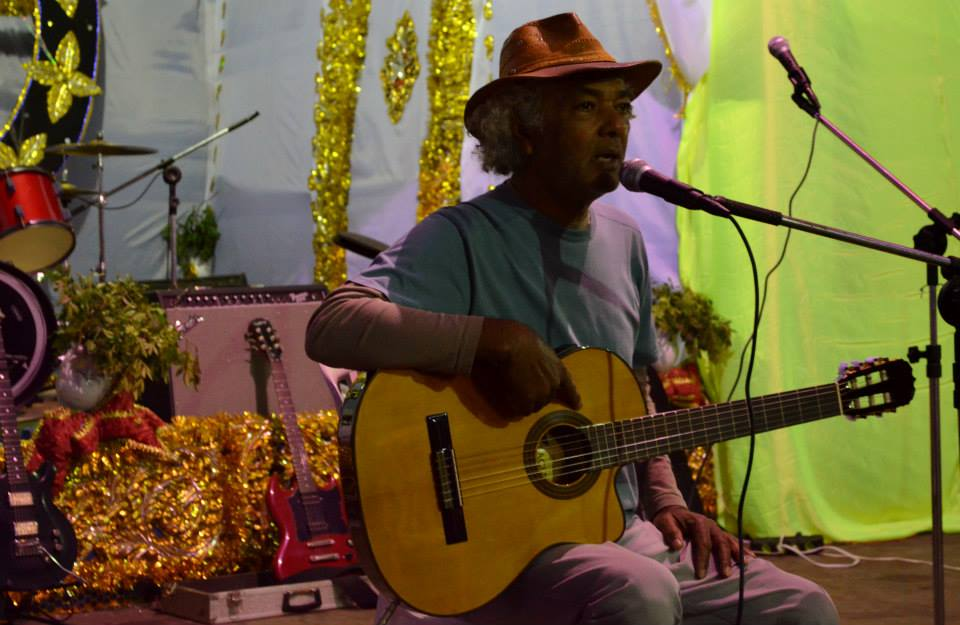
Sacha Arcanjo

A carreira de Sacha Arcanjo resulta em quatro CDS: Feito Bicho (2000), o Inocente (2004), Sacha Arcanjo (recuperado a partir da fita cassette de 1993, em 2008) e Sacha 60 (duplo, em 2009). Este último é uma compilação de seus maiores sucessos gravados por mais de 40 artistas, num trabalho produzido por Cléston Teixeira, Raberuan, Akira Yamasaki e Edson Tomaz de Lima, o Edsinho. Além da quase onipresença de Raberuan, Sacha também tem composições gravadas por Rosa Marya Colin, Edvaldo Santana, Ceciro Cordeiro, Luís Casé, Welton Gabriel, Zulu de Arrebatá, André Marques, Cléber Eduão, Francisco Gui e Adilson Aragão.
Raberuan falece em 2011. Meses antes, grava sua última canção de estúdio, No Quintal do Sacha, onde homenageia a casa do parceiro.
Em 2015, Sacha Arcanjo é o artista homenageado na XXV Cantoria de São Gabriel.
OUTRAS INFORMAÇÕES
___________________________________________________________________________________________
- Etnia: Afro-indígena 
- Alma Mater. UNICSUL/Letras - São Paulo 
- Filiação: Gasparino Pereira da Silva e Rosa Dantas da Silva 
- Cônjuge: Célia Cabelo 
- Filhos: Sávio, Soraia e Sacha Gabriel 
- Livros: Sacha 70 Songbook, Editora Archangelus Ubuntu e Pequeno mapa das ruas da cidade, Editora Lavra

## Discografia
- 1982 — Sacha e Raberuan
- 1985 — MPA
- 2000 — Feito Bicho
- 2006 — O Inocente
- 2009 — Sacha 60
- 2023 — Um Fantoche